# La autopista del sur
La autopista del sur es  cuento cotidiano del argentino Julio Cortázar, publicado junto a otros en el libro Todos los fuegos el fuego. En este relato reaparece el viaje como tema al igual que en otras obras de Cortázar como Rayuela, Los premios y Los autonautas de la cosmopista.

## Contenido
Con narrador testigo, el cuento trata acerca de las relaciones humanas. A través de un embotellamiento que se extiende por varios días, el autor crea una comunidad en miniatura que contrasta con el vertiginoso modo de vida en las metrópolis modernas.

## Resumen
El cuento narra un grandioso embotellamiento en la autopista entre Fontainebleau y París. Era un domingo por la tarde en la cual no se podía avanzar porque en una parte de la carretera debió de haber sucedido un accidente y con el transcurso de las horas los viajeros se fueron conociendo. Un ingeniero en un Peugeot 404, dos monjas en un 2HP, una muchacha en un Dauphine, un pálido señor que conduce un Caravelle, un matrimonio con su hijita en un Peugeot 203, un matrimonio campesino en una Ariane, dos jovencitos molestos en un SIMCA, dos hombres con un niño rubio en un Taunus, etc. Estaban totalmente detenidos bajo el calor del verano. Algunos se bajaban para estirar las piernas y cuando regresaban traían noticias inquietantes y casi siempre falsas de los motivos del paro. Todos comentaban los sucesos. Se supo de un choque entre dos autos: Tres muertos y un niño herido, o el choque de un Fiat 1500 con un Austin lleno de turistas, o el vuelco de un autocar con pasajeros del avión de Copenhague. Todo era suposiciones. La última noticia era que la hija de un general que pilotaba un pequeño avión se había estrellado en plena autopista con un saldo de varios muertos.
Al anochecer la columna hizo su primer avance importante de apenas 40 metros. Pronto se fue acabando el agua y los alimentos y aunque todos se ayudaban entre sí, debieron racionar al máximo todo. La mayoría dormía en los coches, y otros en el pasto al costado de la autopista. Por la mañana se avanzó muy poco, pero nadie perdía las esperanzas de que esa tarde se abriera la ruta a París. Pero nada pasó y todo seguía quieto. Se formaron grupos con un delegado al frente para coordinar la ayuda a los más débiles, también se ofreció la muchacha del Dauphine para poder atender a los ancianos. Algunos enfermaron y, por el empeoramiento del clima, otros se fueron, abandonando su auto; una anciana falleció dejando a su esposo sin resignación alguna y otro hombre se suicidó. En general el relato abunda en descripciones de lo aterrador que puede ser el comportamiento humano en una situación límite. Cuando por fin comenzaron a moverse, los personajes vuelven a su vida normal olvidando casi a todas las personas que llegaron a conocer con las ansias de poder comer, beber agua, bañarse y todo lo demás que no pudieron hacer durante esos días que estuvieron en ese embotellamiento e incluso un romance que se había iniciado no pudo llegar a ser tal vez como ellos lo deseaban.

## Impacto cultural
Se dice que inspiró la película francesa Week End, filmada en 1967 y dirigida por Jean-Luc Godard.
La película italiana El gran atasco es una adaptación cinematográfica del año 1979 con Alberto Sordi como protagonista.